# Barbera del Monferrato
Barbera del Monferrato ist ein italienischer Rotwein, der in etwa 250 Gemeinden der Provinzen Alessandria und Asti, Piemont hergestellt wird. Der Wein hat seit dem 26. Juli 2001 den DOC-Status, der am 7. März 2014 aktualisiert wurde. Außerdem gibt es einen DOCG-Wein aus dieser Gegend (Barbera del Monferrato Superiore).

## Anbau in der Provinz Alessandria

### Alto Monferrato
In den Gemeinden: Acqui, Alice Bel Colle, Belforte, Bergamasco, Borgoratto Alessandrino, Bistagno, Carpeneto, Capriata d’Orba, Cartosio, Carentino, Cassine, Cassinelle, Castelletto d’Erro, Castelletto d’Orba, Castelnuovo Bormida, Cavatore, Cremolino, Denice, Frascaro, Gamalero, San Rocco di Gamalero, Grognardo, Lerma, Melazzo, Merana, Malvicino, Molare, Montaldeo, Montaldo Bormida, Morbello, Morsasco, Montechiaro d’Acqui, Orsara Bormida, Ovada, Pareto, Ponti, Ponzone, Prasco, Predosa, Ricaldone, Rivalta Bormida, Rocca Grimalda, Sezzadio, Silvano d’Orba, Spigno Monferrato, Strevi, Tagliolo, Terzo, Trisobbio, Visone;

### Basso Monferrato
Alfiano Natta, Altavilla Monferrato, Bassignana, Camagna, Camino, Casale Monferrato, Castelletto Merli, Castelletto Monferrato, Cella Monte, Cereseto, Cerrina, Coniolo, Conzano, Cuccaro, Fubine, Frassinello Monferrato, Gabiano, Lu Monferrato, Masio, Mirabello Monferrato, Mombello Monferrato, Moncestino, Montecastello, Murisengo, Occimiano, Odalengo Grande, Odalengo Piccolo, Olivola, Ottiglio Monferrato, Ozzano, Pomaro Monferrato, Pecetto di Valenza, Pietra Marazzi, Pontestura, Ponzano Monferrato, Quargnento, Rosignano Monferrato, Rivarone, Sala Monferrato, San Salvatore Monferrato, San Giorgio Monferrato, Serralunga di Crea, Solonghello, Terruggia, Treville, Valenza, Vignale, Villadeati, Villamiroglio.

## Anbau in der Provinz Asti
Agliano Terme, Albugnano, Antignano, Aramengo, Asti, Azzano d’Asti, Baldichieri, Belveglio, Berzano di San Pietro, Bruno, Bubbio, Buttigliera d’Asti, Calamandrana, Calliano, Calosso, Camerano Casasco, Canelli, Cantarana, Capriglio, Casorzo, Cassinasco, Castagnole delle Lanze, Castagnole Monferrato Castel Boglione, Castell’Alfero, Castellero, Castelletto Molina, Castello di Annone, Castelnuovo Belbo, Castelnuovo Calcea, Castelnuovo Don Bosco, Castel Rocchero, Celle Enomondo, Cerreto d’Asti, Cerro Tanaro, Cessole, Chiusano d’Asti, Cinaglio, Cisterna d’Asti, Coazzolo, Cocconato, Corsione, Cortandone, Cortanze, Cortazzone, Cortiglione, Cossombrato, Costigliole d’Asti, Cunico, Dusino San Michele, Ferrere, Fontanile, Frinco, Grana, Grazzano Badoglio, Incisa Scapaccino, Isola d’Asti, Loazzolo, Maranzana, Maretto, Moasca, Mombaldone, Mombaruzzo, Mombercelli, Monale, Monastero Bormida, Moncalvo, Moncucco Torinese, Mongardino, Montabone, Montafia, Montaldo Scarampi, Montechiaro d’Asti, Montegrosso d’Asti, Montemagno, Montiglio Monferrato, Moransengo, Nizza Monferrato, Olmo Gentile, Passerano Marmorito, Penango, Piea, Pino d’Asti, Piovà Massaia, Portacomaro, Quaranti, Refrancore, Revigliasco d’Asti, Roatto, Robella, Rocca d’Arazzo, Roccaverano, Rocchetta Palafea, Rocchetta Tanaro, San Damiano d’Asti, San Giorgio Scarampi, San Martino Alfieri, San Marzano Oliveto, San Paolo Solbrito, Scurzolengo, Serole, Settime, Soglio, Tigliole, Tonco, Tonengo, Vaglio Serra, Valfenera, Vesime, Viale d’Asti, Viarigi, Vigliano, Villafranca d’Asti, Villa San Secondo und Vinchio.
2019 wurden 43.118 hl Barbera del Monferrato, vom Barbera del Monferrato Superiore wurden 2.483 Hektoliter erzeugt.

## Produktionsvorschriften
Der Wein wird zu mindestens 85 % aus der Rebsorte Barbera gekeltert. Die Rebsorten Freisa, Grignolino oder Dolcetto dürfen allein oder zusammen zu maximal 15 % beigemischt werden.
Barbera del Monferrato Superiore muss vor dem Verkauf mindestens 14 Monate gelagert werden, davon sechs Monate im Eichenfass.

## Beschreibung
Laut Denomination (Auszug):
- für den Barbera del Monferrato DOC:[1]
  - Farbe: rubinrot, mehr oder weniger intensiv
  - Geruch: weinig, charakteristisch
  - Geschmack: trocken, mittlerer Körper, manchmal lebendig
  - Alkoholgehalt: mindestens 11,5 Volumenprozent, mit Zusatz „Vigna“ 12 %
  - Gesamtsäure: mindestens 4,5 g/l
  - Trockenextraktgehalt: mindestens 23 g/l

- für den Barbera del Monferrato Superiore DOCG:[2]
  - Farbe: rubinrot mit der Tendenz zu granatrot bei Reifung
  - Geruch: intensiv und charakteristisch, neigt dazu, mit dem Altern ätherisch zu werden
  - Geschmack: trocken, ruhig, voller Körper, durch richtige Alterung harmonischer, angenehm, voller Geschmack
  - Alkoholgehalt: mindestens 13 Vol.-%
  - Gesamtsäure: mindestens 4,5 g/l
  - Trockenextraktgehalt: mindestens 25 g/l